# Monumento de la Marina Real Canadiense
El Monumento de la Marina Real Canadiense (en inglés: Royal Canadian Navy Monument) es un pequeño parque conmemorativo ubicado en Richmond Landing, al lado del río Otawa en Ottawa, Ontario, en Canadá. Conmemora a los hombres y mujeres que han servido o están sirviendo en la Marina Real de Canadá. El monumento fue diseñado por el artista Al McWilliams y los arquitectos Joost Bakker y Bruce Haden, y fue inaugurado oficialmente por el primer ministro de Canadá, Stephen Harper, el 3 de mayo de 2012.